# Bopyrione synalphei
Bopyrione synalphei là một loài chân đều trong họ Bopyridae. Loài này được Bourdon & Markham miêu tả khoa học năm 1980.